# AS.34 Kormoran
Il Kormoran era un missile antinave a medio raggio trasportato dai cacciabombardieri F-104G e Tornado, in numero di 2 per il primo, in aggancio ventrale, mentre il secondo poteva caricarne 4 di cui 2 ventrali e 2 sotto le ali, ma quest'ultima era una soluzione non usuale. Il suo progetto originario prevedeva il nome AS.34 ed era partito nel 1964, si trattava di una joint-venture fra la tedesca Messerschmitt-Bolkow-Blohm, nota anche come MBB e la francese Aérospatiale ed avrebbe dovuto portare ad un missile molto simile all'Exocet, ma poi le due società si sono dedicate allo sviluppo di prodotti autonomi. Quello che in seguito ha dato vita al Kormoran differisce dall'Exocet in quanto prevede solo la versione lanciata da aerei, ovvero mare-aria e non è mai stato inteso come arma multipiattaforma ovvero mare-mare o superficie-mare. 

## Caratteristiche tecniche
Le misure del Kormoran erano 4 400 mm di lunghezza, 344 mm di diametro, apertura alare di 1 000 mm ed un peso di 600 kg, le ali erano quattro del tipo a freccia, mentre le superfici di controllo erano poste in coda, anch'esse in numero di quattro.
Il missile era dotato di due booster SNPE Prades a propellente solido che in 1 secondo bruciavano la carica ed erano capaci di produrre 2 750 kg di spinta ciascuno ed avevano lo scopo di accelerarlo alla velocità di crociera di 0,9 Mach.
Subito dopo si accendeva il motore principale SNPE Eole IV anch'esso a propellente solido capace di generare una spinta di 282 kg per 100 secondi che garantiva una gittata di 37 km, se lanciato ad una quota di 9 000 metri, gittata che scendeva a circa 23 km in caso di lancio a bassissima quota. La velocità era altamente subsonica ed arrivava a 0,9 Mach.
Il sistema di guida del missile aveva tre modalità d'attacco e si attivava subito dopo lo sgancio, era dotato di un sistema inerziale INS SFENA/Bodenseewerke e radar altimetro TRT per controllare la quota di volo che avveniva a circa 15/20 metri che scendevano a circa 2/5 nella fase finale dell'attacco.
Questa parte del volo era guidata da un radar Thomson-CSF R.E.579 modificato per operare su due assi e datato ci sistema passivo per auto-guidare il missile sulla sorgente dei segnali radar della nave bersaglio. in assenza di tali segnali, il radar sarebbe entrato in modalità attiva, iniziando la scansione ed emettendo i suoi segnali per cercare la nave.
Una volta colpita la nave, si attivava la testata bellica semi-perforante di cui era dotato, prodotta dalla MBB aveva un peso complessivo di 165 kg, 56 dei quali esplosivo ad alto potenziale, con una soletta ad impatto a scoppio ritardato, capace di perforare 90 mm d'acciaio prima di esplodere dentro lo scafo. A quel punto si sarebbero attivate altre 16 cariche esplosive secondarie di tipo EFP auto-forgianti che avrebbero disseminato in maniera radiale, schegge aventi una velocità di 2-3000 m/s. con effetti particolarmente distruttivi.

## Sviluppo, produzione e versioni
Il missile è stato prodotto in due versioni, il Kormoran 1, è stato inizialmente prodotto dalla società tedesca MBB (Messerschmitt-Bolkow-Blohm) che si è avvalsa di società francesi per il motore e per il sistema di guida.
Lo sviluppo è cominciato nel 1967 e si è protratto fina al 1974, prevedendo varie prove in volo, mentre la produzione iniziale a basso rateo è partita nel 1975 che ha visto la contestuale esecuzione di test operativi che sono serviti a risolvere i problemi iniziali. La produzione in serie è cominciata alla fine del 1976 con un contratto per 350 missili e 56 sistemi di lancio per gli F-104G, nel 1977 si sono svolti 4 lanci di prova operativa che hanno avuto esito positivo, consentendo il raggiungimento della capacità operativa iniziale (IOC nell'acronimo inglese).
La produzione del Kormoran 1 si è conclusa nel 1987 con 350 unità, più ulteriori 40-60 (secondo le varie fonti) che sono state consegnate all'Aeronautica Militare italiana nella metà degli anni '80.
Nel 1983 è cominciata lo sviluppo del Kormoran 2, i cui test hanno avuto inizio nel 1985 ed i lanci di prova si sono tenuti fra il 1986 ed il 1988, con esito positivo e nello stesso anno 1988 è partito il primo contratto di produzione di 175 missili, entrati in servizio con i Tornado dell'Aviazione di Marina tedesca, mentre l'Italia non li ha acquistati.
Le caratteristiche dimensionali esterne del nuovo modello erano analoghe al primo, le differenze erano un peso aumentato a 630 kg, un sistema di guida che passava da tre a quattro modalità d'impiego, grazie all'impiego dal nuovo sistema di controllo MBB MODUS, un nuovo radar altimetro TRT AHV-14, un radar principale sempre prodotto dalla Thomson che però era del tipo digitale, con migliori capacità di discriminazione dei bersagli e che aveva un volume pari al 40 % della versione analogica precedente, mentre il peso si riduceva alla metà.
Un ulteriore cambiamento era quello del sistema di navigazione inerziale del tipo strapdown più compatto e più leggero del precedente, queste riduzioni del peso e del volume hanno permesso di aumentare il peso della testata bellica a 220-235 kg, la cui carica esplosiva passava a 85 kg, dotata di due spolette e di due gruppi di 9 cariche EFP auto-forgianti per un totale di 18 cariche secondarie.
L'apparato propulsivo prevedeva un nuovo booster Bayern Chemie a 4 scarichi che grazie alla loro maggiore potenza consentiva il lanci anche da aerei lenti come il pattugliatore marittimo Atlantic di cui era dotata l'Aviazione di Marina tedesca. Anche il motore di sostentamento era stato potenziato ed infatti era capace di una spinta avente una durata di 115 secondi, 15 in più di quello della versione precedente, questo consentiva di aumentare il raggio operativo a 50-06 km con il lancio ad alta quota che scendeva a 35 km con il lancio a bassissima quota.
La produzione è cominciata nel 1998 e si è conclusa con 140 missili realizzati per la sola Aviazione di Marina tedesca che li ha dismessi per obsolescenza nel 2012 e non sono stati sostituiti perché a quel punto la minaccia nel mar Baltico era molto diminuita a seguito della fina della guerra fredda, circostanza che aveva anche portato allo scioglimento della stessa Aviazione di Marina tedesca.

## Utilizzatori
- Germania: nr. 350 Kormoran 1 + nr. 140 Kormoran 2.
- Italia: nr. 40-60 Kormoran 1.(Dismessi)